# Tenshi no tamago (film 2006)
Tenshi no tamago (天使の卵? lett. "L'uovo dell'angelo") è un film del 2006 diretto da Shin Togashi.
Il soggetto è basato sul romanzo Tenshi no tamago - Angel's Egg di Yuka Murayama.

## Trama
Sulla via di ritorno dall'ospedale in cui è ricoverato il padre, lo studente d'arte Ayuta Ippon'yari incontra e si innamora a prima vista di una bella donna sul treno. Uno volta tornato a casa disegna il suo volto rimastogli impresso nei ricordi.
Tempo dopo, mentre Ayuta sta parlando con suo padre all'ospedale, un nuovo medico gli si avvicina, presentatosi come la dottoressa Haruhi Godō. Ayuta la riconosce immediatamente come la bella donna del treno. Viene a sapere successivamente che è divorziata e che è la sorella maggiore di Natsuki Saitō, la sua fidanzata.
Il padre di Ayuta, una volta dimesso dall'ospedale su ordine di Haruhi, si suicida lanciandosi da un ponte, facendo cadere nello sconforto la donna che, sentendosi responsabile dell'accaduto, lascia il lavoro. Ayuta va a cercarla, prendendosi cura di lei e confessandole i suoi sentimenti. Le farà dono inoltre di un uovo fittizio, il quale, secondo il ragazzo, se accudito e riscaldato darà alla luce un angelo. I due, dopo la notte passata insieme, vengono scoperti da Natsuki, che sentendosi tradita esprime la volontà di non rivedere mai più la sorella.
Successivamente Haruhi viene ricoverata in ospedale a causa di forti dolori addominali dovuti al suo stato interessante, ma uno shock anafilattico causato dall'allergia agli antidolorifici somministratile la porta alla morte. Negli ultimi istanti di vita, stringendo tra le mani l'uovo donatole da Ayuta, chiede scusa a Natsuki, la quale va in cerca del ragazzo per dargli notizia della prematura dipartita della sorella.
Quattro anni dopo la morte di Haruhi, Ayuta ha rinunciato al suo sogno di diventare un artista, e lavora come manovale, mentre Natsuki è diventata insegnante. Quest'ultima cerca in tutti i modi di convincere a riprendere a disegnare il ragazzo, che si sente responsabile della morte della donna. Ci riuscirà raccontandogli di come Haruhi fosse felice durante il periodo passato insieme a lui. Ayuta aprirà una propria galleria d'arte, e uno dei suoi disegni sarà il proprio il ritratto di Haruhi, intitolato Tenshi no tamago (天使の卵? letteralmente "Uovo d'angelo").